# Port lotniczy Samarinda-Temindung
Port lotniczy Samarinda-Temindung (ang. Temindung Airport, oficjalnie znany jako ang. Samarinda International Airport; kod IATA: AAP, kod ICAO: WALS) – międzynarodowy port lotniczy w Samarindzie.
Lotnisko Temindung znajduje się na zachodniej stronie Pelita w Sei Pinang (Samarinda).

## Terminal

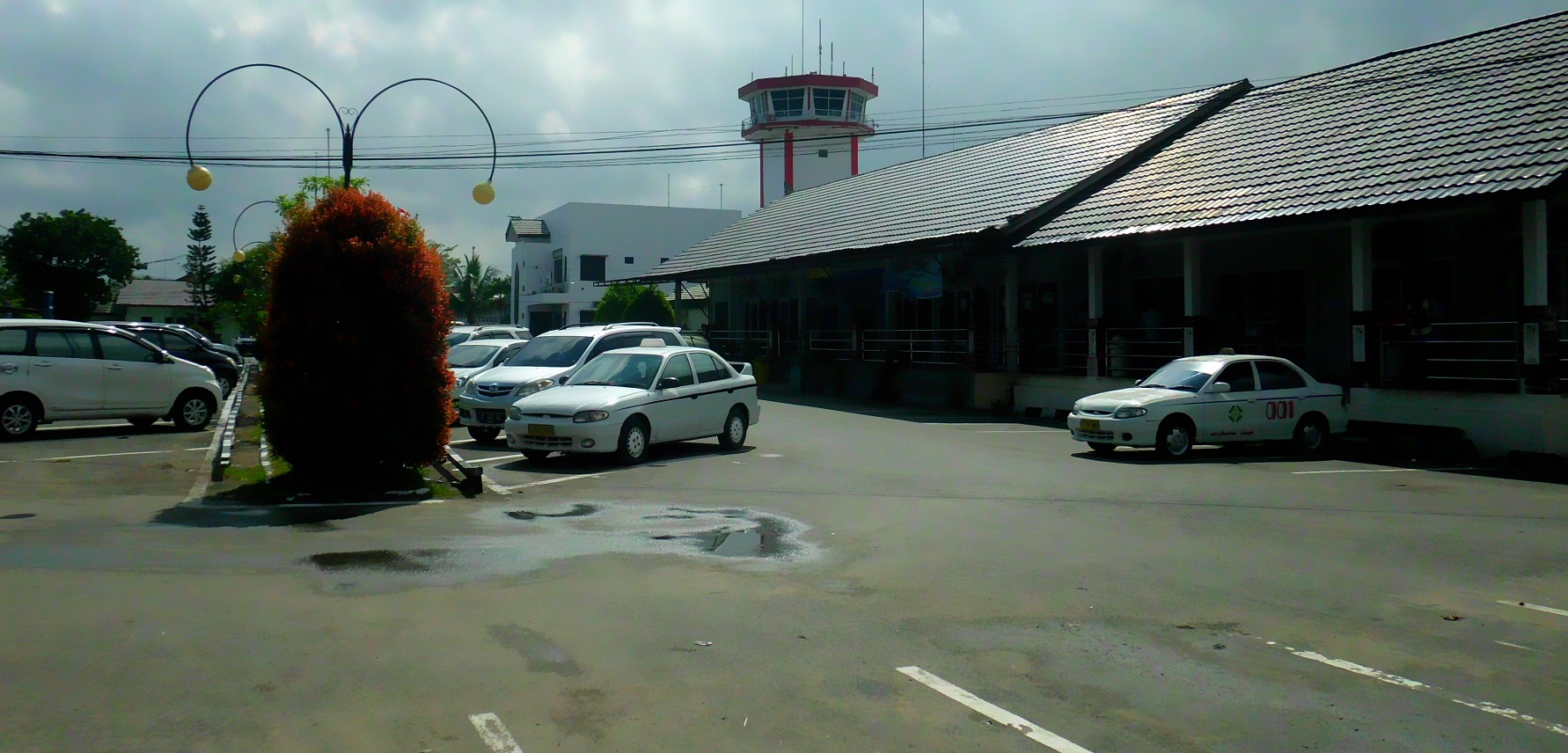
Przed wejściem na lotnisko, rok 2015

Plan lotniska Temindung

Port lotniczy Temindung składa się z terminalu w postaci liniowego budynku z dołączonym parkingiem z przodu. Istniało jeden wyjść na stanowisko lotu z budynku terminalu.

## Linie lotnicze i połączenia
- Kalstar Aviation (Malinau, Tarakan)
- Kaltim Airlines (Berau, Tarakan)